# Monty Python
Monty Python (også omtalt som the Pythons) var en britisk komikergruppe, der blev dannet i 1969 bestående af Graham Chapman, John Cleese, Terry Gilliam, Eric Idle, Terry Jones og Michael Palin. Gruppen blev kendte for deres sketchshow Monty Pythons Flyvende Cirkus, der blev sendt på BBC fra 1969 til 1974. Deres arbejde udviklede sig herefter til en større samling af liveshows, film, albums, bøger og musicals. Deres indflydelse på komedier er blevet sammenlignet med the Beatles' indflydelse på musik. Their sketch show has been called "an important moment in the evolution of television comedy".

## Medlemmerne
- Graham Chapman (døde i 1989 af kræft)
- John Cleese
- Terry Jones (døde d. 21. januar 2020)
- Michael Palin
- Eric Idle
- Terry Gilliam

## Hyppigt benyttede skuespillere i biroller
Kvinder spillet af kvinder var normalt enten Connie Booth eller Carol Cleveland, der fik tilnavnet Carol Cleavage (eng: Carol Kavalergang) af de andre Python'er, som følge af hendes mange stereotype roller som udringet blondine. Men Python'erne klædte sig hyppigt ud som kvinder til kvinderollerne.
Neil Innes har ligeledes medvirket i mange af gruppens produktioner.
George Harrison var en stor Python-støtte i slutningen af 1970'erne. Han ikke blot finansierede og spillede med i Monty Pythons Life of Brian, men producerede også flere af deres sange som singlen The Lumberjack Song (Skovhuggersangen) om en tapper skovhugger, der viser sig at være transvestit.
Hele truppen var britisk bortset fra Gilliam og Connie Booth, der er født i USA.

## And now for something completely different
Den britiske tv-kanal BBC sendte Monty Pythons Flyvende Cirkus fra 1969 til 1974. Den producerede mange sketcher, der rykkede ved ikke bare britisk, men hele verdens syn på komik.
Nu er de gamle sketcher kult. Mange af dem er berømte, og mange citerer dem uden at tænke over det. Især ordet spam, som "opstod" i en sketch med vikinger på en cafe, der sang om spam (dåseskinke).
Blandt de mest berømte sketcher er:
- The Ministry of Silly Walks
- Filosoffernes fodboldkamp
- The Lumberjack Song
- Crunchy Frog
- Cheese Shop
- The Spanish Inquisition
- Spam
- Dead Parrot
- Nudge Nudge

## Film
Monty Python har også produceret en del humoristiske film:
- And Now For Something Completely Different (1971) – dansk titel Monty Python: Livet ifølge Python
- Monty Python and the Holy Grail (1975) – dansk titel Monty Python og de skøre Riddere
- Life of Brian (1979) – dansk titel Et herrens liv
- The Meaning of Life (1983)

## Monty Python påYouTube
Medio november 2008 åbnedes Monty Pythons egen side på YouTube, med et væld af udvalgte sketches, og som indledning materiale indspillet aldeles for nylig (2008).
- The Monty Python Channel on YouTube